# 統一国民党 (スリランカ)
統一国民党（とういつこくみんとう、シンハラ語: එක්සත් ජාතික පක්ෂය、タミル語: ஐக்கிய தேசியக் கட்சி、英: United National Party, UNP）は、スリランカの中道右派政党。

## 概要
1946年、D. S. セーナーナーヤカによって結成された。政治理念は中道右派で1948年の独立後、セーナーナーヤカが初代首相を務めるなど、1951年に結成されたスリランカ自由党 (SLFP) とスリランカにおける二大政党を形成し、交互に政権を担当した。
1977年の第8回総選挙では168議席中140議席を獲得して圧勝し、ジュニウス・リチャード・ジャヤワルダナが首相に就任、それまで議院内閣制から大統領制（半大統領制）に政治体制を移行させ、初代大統領に就任した。1982年の第1回大統領選挙ではジャヤワルダナ大統領が再選、1988年の第2回大統領選挙ではジャヤワルダナ大統領の後継候補であるラナシンハ・プレマダーサが当選した。翌1989年、12年ぶりに行われた第9回総選挙でも全225議席中125議席を獲得して政権を維持する事に成功した。しかし1994年8月の第10回総選挙ではSLFPを中心とした政党「人民連合」(People's Alliance: PA) に破れ、野党に転じた。
2015年には与党に返り咲くも、2020年の総選挙では議員の大半が統一人民戦線 (SJP) へと離党。1議席を残す小政党へと転落した。一方で2022年スリランカ反政府運動の結果、党首のラニル・ウィクラマシンハが首相、次いで大統領に就任。政権与党となっている。

## 歴史

### 2000年代
2001年12月の第12回総選挙ではセイロン労働者会議と政党連合「統一国民戦線」を結成して選挙に挑み、109議席を獲得して政権を奪回した。しかし2004年4月2日に行われた第13回総選挙では、225議席中82議席を獲得するに留まり、105議席を獲得した「統一人民自由同盟」（PAと人民解放戦線 (JVP) による中道左派政党連合）に与党の座を明け渡した。翌2005年の大統領選挙では元首相で党首のラニル・ウィクラマシンハを擁立したが、SLFPのマヒンダ・ラージャパクサに2%弱の僅差で敗北した。

### 2010年代
2010年1月の大統領選挙では、タミル・イーラム解放のトラ (LTTE) との内戦終結に貢献した元陸軍司令官であるサラット・フォンセカをJVPとともに支持したが、現職のラージャパクサに大差で敗れた。また同年4月に行われた総選挙では前回選挙より22議席減の60議席に留まった。
選挙での相次ぐ敗北により、党内では1994年から17年以上も総裁（党首）の座にあるウィクラマシンハに対する批判が強まり、党内選挙を求める声があがった。2011年12月に行われた総裁選挙の結果、ウィクラマシンハが対立候補のカル・ジャヤスリヤを72対24で破って再選を果たした。
2015年1月の大統領選挙では、SLFPを離脱したマイトリーパーラ・シリセーナを支持し僅差での勝利を獲得した。首相に就任したウィクラマシンハの下、与党として臨んだ8月の国会選挙では46議席を獲得する大勝を果たし、第一党への返り咲きも達成した。しかしUNP/SLFPの大連立政権となったシリセーナ政権においては、大統領と首相ならびに政党間の対立が続き、2018年2月の地方選挙では、ラージャパクサ率いるスリランカ人民戦線 (SLPP) に過半数を奪われる大敗を喫した。さらに10月にはシリセーナが突如ウィクラマシンハを解任する政治危機も発生、UNPの激しい抵抗もありウィクラマシンハは再任されたものの、政権内の対立の深刻さが浮き彫りとなった。
2019年11月の大統領選挙においては、シリセーナが出馬しなかったことから、また党内対立もあり、副党首のサジット・プレマダーサを擁立したが、SLPPとSLFPが支持するゴーターバヤ・ラージャパクサに敗れた。

### 2020年以降
2020年8月の総選挙においては、党内対立の結果、議員の多くがサジット・プレマダーサを党首とする統一人民戦線 (SJP) より出馬した。SJPが54議席を獲得して最大野党となった一方、UNPは1議席を残して議席を失い、少数政党へと転落した。
一方で、2022年スリランカ反政府運動によるラージャパクサ政権崩壊の結果、国会に1議席しかない政党にもかかわらず党首のラニル・ウィクラマシンハが諸政党の支持を受け首相、次いで大統領に就任。政権与党となっている。

## 選挙結果

### 大統領選挙
| 年     | 候補者                                               | 得票数                                               | 得票率                                               | 結果 |
| ------ | ---------------------------------------------------- | ---------------------------------------------------- | ---------------------------------------------------- | ---- |
| 1982年 | J・R・ジャヤワルダナ                                 | 3,450,811                                            | 52.91%                                               | 当選 |
| 1988年 | ラナシンハ・プレマダーサ                             | 2,569,199                                            | 50.43%                                               | 当選 |
| 1994年 | スリマ・ディッサナーヤカ                             | 2,715,283                                            | 35.91%                                               | 落選 |
| 1999年 | ラニル・ウィクラマシンハ                             | 3,602,748                                            | 42.71%                                               | 落選 |
| 2005年 | ラニル・ウィクラマシンハ                             | 4,706,366                                            | 48.43%                                               | 落選 |
| 2010年 | 新民主戦線のサラット・フォンセカを推薦               | 新民主戦線のサラット・フォンセカを推薦               | 新民主戦線のサラット・フォンセカを推薦               | 落選 |
| 2015年 | スリランカ自由党のマイトリーパーラ・シリセーナを推薦 | スリランカ自由党のマイトリーパーラ・シリセーナを推薦 | スリランカ自由党のマイトリーパーラ・シリセーナを推薦 | 当選 |
| 2019年 | サジット・プレマダーサ                               | 5,564,239                                            | 41.99%                                               | 落選 |
| 2022年 | ラニル・ウィクラマシンハ                             | 134                                                  | 61.19%                                               | 当選 |

### 議会選挙
| 年        | 獲得議席  | 増減 | 党首                                     | 結果 |
| --------- | --------- | ---- | ---------------------------------------- | ---- |
| 1947年    | 42 / 95   | 0    | D・S・セーナーナーヤカ                   | 与党 |
| 1952年    | 54 / 95   | 13   | ダッドリー・セーナーナーヤカ             | 与党 |
| 1956年    | 8 / 95    | 46   | ジョン・コタラーワラ                     | 野党 |
| 1960年3月 | 50 / 151  | 42   | ダッドリー・セーナーナーヤカ             | 与党 |
| 1960年7月 | 30 / 151  | 20   | ダッドリー・セーナーナーヤカ             | 野党 |
| 1965年    | 66 / 151  | 36   | ダッドリー・セーナーナーヤカ             | 与党 |
| 1970年    | 17 / 151  | 49   | ダッドリー・セーナーナーヤカ             | 野党 |
| 1977年    | 140 / 168 | 123  | J・R・ジャヤワルダナ                     | 与党 |
| 1989年    | 125 / 225 | 15   | ラナシンハ・プレマダーサ                 | 与党 |
| 1994年    | 94 / 225  | 31   | ディンギリ・バンダー・ウィジェートゥンガ | 野党 |
| 2000年    | 89 / 225  | 5    | ラニル・ウィクラマシンハ                 | 野党 |
| 2001年    | 109 / 225 | 20   | ラニル・ウィクラマシンハ                 | 与党 |
| 2004年    | 82 / 225  | 27   | ラニル・ウィクラマシンハ                 | 野党 |
| 2010年    | 60 / 225  | 22   | ラニル・ウィクラマシンハ                 | 野党 |
| 2015年    | 106 / 225 | 46   | ラニル・ウィクラマシンハ                 | 与党 |
| 2020年    | 1 / 225   | 105  | ラニル・ウィクラマシンハ                 | 野党 |
| 2020年    | 1 / 225   | 105  | ラニル・ウィクラマシンハ                 | 与党 |

## 党総裁
| 代 | 人  | 総裁                                     | 写真 | 出身     | 任期            | 国政での最高位 |
| -- | --- | ---------------------------------------- | ---- | -------- | --------------- | -------------- |
| 1  | 1   | D・S・セーナーナーヤカ                   |      | 西部州   | 1947年 – 1952年 | 首相           |
| 2  | 2   | ダッドリー・セーナーナーヤカ             |      | 西部州   | 1952年 – 1953年 | 首相           |
| 3  | 3   | ジョン・コタラーワラ                     |      | 北西部州 | 1953年 – 1956年 | 首相           |
| 4  | (2) | ダッドリー・セーナーナーヤカ             |      | 西部州   | 1956年 – 1973年 | 首相（2期）    |
| 5  | 4   | J・R・ジャヤワルダナ                     |      | 西部州   | 1973年 – 1989年 | 大統領（2期）  |
| 6  | 5   | ラナシンハ・プレマダーサ                 |      | 西部州   | 1989年 – 1993年 | 大統領         |
| 7  | 6   | ディンギリ・バンダー・ウィジェートゥンガ |      | 中部州   | 1993年 – 1994年 | 大統領         |
| 8  | 7   | ラニル・ウィクラマシンハ                 |      | 西部州   | 1994年 - 任期中 | 大統領         |